# Brasão de armas da Papua-Nova Guiné
O brasão da Papua-Nova Guiné consiste de uma ave-do-paraíso, junto de uma tradicional lança e de um tambor kundu. Foi desenhado em 1971.